# Rosa Guy
Rosa Cuthbert Guy (* 1. September 1922 in Diego Martin, Trinidad; † 3. Juni 2012 in New York City) war eine US-amerikanische Schriftstellerin und Jugendbuchautorin.

## Leben
Rosa Guy lebte seit ihrem siebten Lebensjahr in den USA. 1932 kam sie mit ihrer Familie nach Harlem, New York. Kurz danach starb ihrer Mutter Audrey Cuthbert. Nach dem Tod ihres Vaters, brach sie mit 14 die Schule ab und begann zu arbeiten. Als Waisenkinder lebten sie und ihre Schwester in der Kindheit und Jugend in vielen Pflegeheimen. Diese Erfahrung lieferte ihr den Stoff für viele spätere Erzählungen. Mehrere ihrer Werke spielten in Harlem. Aus ihrer später geschiedenen Ehe mit Walter Guy hatte sie einen Sohn.
Während des Zweiten Weltkriegs trat sie dem American Negro Theatre bei. Sie studierte Schauspielerei und Literatur in der University of New York. In 1950 wurde sie eine der Gründungsmitglieder der Harlem Writers Guild.
Die meisten ihrer Jugendbücher handeln von der Verlässlichkeit von Familienmitgliedern, die sich umeinander kümmern und sich lieben. Sie schrieb auch Romane für Erwachsene wie etwa Bird at My Window, über das Leben eines jungen Mann, der auf Grund von Armut und Gewalt zu Grunde ging, und The Sun, the Sea, a Touch of the Wind. In einem Sachbuch Children of Longing (1971) sammelte sie Interviews mit Jugendlichen über deren Zukunftsperspektiven und Lebensziele. Außerdem schrieb sie Theaterstücke. Ein Musical mit dem Titel Once on This Island basierte auf ihrem 1985 veröffentlichten Roman My Love, My Love; or, The Peasant Girl. Es spielte für über ein Jahr (1990–1991) auf Broadway und wurde für acht Tony awards nominiert.
Rosa Guy wurde in die Anthologie Daughters of Africa aufgenommen, die 1992 von Margaret Busby in London und New York herausgegeben wurde.

## Werke

### Romane
- Bird at My Window. 1966.
- A Measure of Time. 1983.
- My Love, My Love, or the Peasant Girl. 1985.
- The Sun, the Sea, a Touch of the Wind. 1995.

### Sachbücher
- Children of Longing. 1971. (als Herausgeberin)
  - deutsch: Kinder der Sehnsucht. Aus dem Englischen von Helga M. Wegener. Junior-Press, Augsburg 1973, ISBN 3-921216-06-8.

### Jugendbücher
- Mirror of Her Own. 1981.
- The ups and downs of Carl Davis. III, 1989.

#### Trilogie
- The Friends. 1973.
  - deutsch: Phyllisia. Aus dem Englischen von Heike Brandt. Alibaba, Frankfurt am Main 1990, ISBN 3-922723-95-0.
- Ruby. 1976.
- Edith Jackson. 1978.

#### Imamu-Jones-Detektivserie
- The Disappearance. 1979.
  - deutsch: Spurlos verschwunden. Aus dem Englischen von Heike Brandt. Alibaba, Frankfurt am Main 1987, ISBN 3-922723-55-1.
- New Guys Around the Block. 1983.
  - deutsch: Die Spur führt nach Harlem. Aus dem Englischen von Heike Brandt. Alibaba, Frankfurt am Main 1990, ISBN 3-922723-60-8.
- And I Heard a Bird Sing. 1987.
  - deutsch: Die Tote im Pool. Aus dem Englischen von Gerda Bean. Alibaba, Frankfurt am Main 1994, ISBN 3-86042-173-5.

### Kinderbücher
- Paris, Pee Wee and Big Dog. 1984.
- Billy the Great. 1991.

### Aufsätze
- "Heroes und Sheroes" : oder Wie eine Farbige kolonialistische und rassistische Züge in der westlichen Jugendliteratur entdeckte. In: Klaus Doderer (Hrsg.): Neue Helden in der Kinder- und Jugendliteratur: Ergebnisse einer Tagung. Juventa-Verlag, Weinheim 1986, ISBN 3-7799-0442-X, S. 110–115.
- The Human Spirit. In: Selwyn Reginald Cudjoe (Hrsg.): Caribbean Women Writers: Essays from the First International Conference.  University of Massachusetts Press, Wellesley 1990, ISBN 0-87023-731-4, S. 128–133.

## Auszeichnungen
- American Library Association Best Book for Young Adults Award
  - 1973 für The Friends
  - 1976 für Ruby
  - 1978 für Edith Jackson
  - 1979 für The Disappearance
  - 1981 für A Mirror of Her Own
- New York Times Outstanding Book of the Year Award
  - für The Friends und The Disappearance
- Children's Rights Workshop Other Award
  - 1987 für My Love, My Love oder The Peasant Girl
- Coretta Scott King Award
  - 1982 für Mother Crocodile
- Parents' Choice Award for Literature
  - 1982 für New Guys Around the Block[4]
- Blaue Brillenschlange
  - 1991 für Phyllisia[5]